# Сепаратизм у Таїланді
Сепаратизм у Таїланді — явище, викликане прагненням вихідців з мусульманського середовища, в основному з півдня країни, до створення незалежної національної держави.
З 2004 року відбуваються вилазки на півдні країни, зокрема в Сунгаи-Колок. 25 жовтня 2004 року в провінції Наратхіват відбулися зіткнення місцевого населення з поліцією.
У 2011 році скоєно напад на школу.
Чисельність сепаратистів оцінюється в 3 тис. чол. Кількість жертв — 570 (2004), а до 2009 року досягло 3900 осіб.
За даними джерел, сепаратисти вважають своєю сферою впливу провінції Паттані, Яла і Наратхіват, що складали в певний період історії султанат.